# 保罗·迪林
保罗·迪林（英語：Paul Dearing，1942年3月2日—2015年4月6日），澳大利亚男子曲棍球运动员。他曾代表澳大利亚国家队参加1964年、1968年和1972年夏季奥林匹克运动会曲棍球比赛，获得一枚银牌和一枚铜牌。